# Macedonia (Iowa)
Macedonia és una població dels Estats Units a l'estat d'Iowa. Segons el cens del 2000 tenia 325 habitants.

## Demografia
Segons el cens del 2000, Macedonia tenia 325 habitants, 130 habitatges, i 86 famílies. La densitat de població era de 369,1 habitants/km².
Dels 130 habitatges en un 33,1% hi vivien nens de menys de 18 anys, en un 53,1% hi vivien parelles casades, en un 10% dones solteres, i en un 33,8% no eren unitats familiars. En el 31,5% dels habitatges hi vivien persones soles el 13,1% de les quals corresponia a persones de 65 anys o més que vivien soles. El nombre mitjà de persones vivint en cada habitatge era de 2,5 i el nombre mitjà de persones que vivien en cada família era de 3,1.
Per edats la població es repartia de la següent manera: un 27,7% tenia menys de 18 anys, un 9,5% entre 18 i 24, un 28,9% entre 25 i 44, un 17,5% de 45 a 60 i un 16,3% 65 anys o més.
L'edat mediana era de 36 anys. Per cada 100 dones de 18 o més anys hi havia 86,5 homes.
La renda mediana per habitatge era de 32.813 $ i la renda mediana per família de 39.792 $. Els homes tenien una renda mediana de 31.528 $ mentre que les dones 22.500 $. La renda per capita de la població era de 14.189 $. Entorn del 14,7% de les famílies i el 14,5% de la població estaven per davall del llindar de pobresa.

## Poblacions més properes
El següent diagrama mostra les poblacions més properes.